# Старков Гроб
Старков Гроб је планински врх висок 1.876 метара у горском ланцу Ниџе. Налази 5 km западно од Кајмакчалана, југоисточно од Битоља. Врх је био поприште боја на Солунском фронту у Првом светском рату.